# Legio I Iovia
Legio prima Iovia ou Legio I Iovia ("Primeira legião dedicada a Júpiter") foi uma legião criada pelo imperador Diocleciano (r. 284–305), possivelmente junto com a II Herculia, para tomar conta da nova província da Cítia Menor. O cognome desta legião é uma referência ao atributo do imperador, que se dizia "Iovianus", ou "como Júpiter".
Segundo a "Notitia Dignitatum", no início do século V, a I Iovia ainda estava em seu acampamento às margens do Danúbio.